# John Isaac Thornycroft
John Isaac Thornycroft (Roma, 1843 – Bembridge, 1928) è stato un ingegnere inglese.
Fratello dello scultore William Hamo Thornycroft, s'indirizzò fin dalla gioventù verso l'ingegneria navale e l'industria cantieristica, risultandone notevolmente interessato.
Fu tra i pionieri nella costruzione di torpediniere e cacciatorpediniere che vennero talvolta utilizzati nella prima guerra mondiale, conflitto in cui peraltro combatté il nipote Siegfried Sassoon.